# 森のなかの海賊船
『森の中の海賊船』（もりのなかのかいぞくせん）は岡田淳の児童向け小説。こそあどの森の物語シリーズの第三巻にあたる。理論社出版。1995年7月初版。

## あらすじ
こそあどの森に住むスキッパーはナルホドとマサカの二人組が海賊フラフラの宝を探していると推理する。スキッパーはフラフラについての本を持っている作家のトワイエさんの家に行く。そこで隠された海賊フラフラの真実を知る。